# 40 Tage und 40 Nächte
40 Tage und 40 Nächte (Originaltitel: 40 Days and 40 Nights) ist eine US-amerikanisch-britisch-französische Filmkomödie aus dem Jahr 2002. Regisseur war Michael Lehmann, das Drehbuch schrieb Rob Perez. Die Hauptrollen spielten Josh Hartnett und Shannyn Sossamon.
Die Erstausstrahlung im deutschen Free-TV fand am 21. November 2004 auf ProSieben statt. Der Gesamtmarktanteil lag bei 10,7 Prozent bei 3,95 Millionen Zuschauern.

## Handlung
Der in San Francisco lebende Internetexperte Matt Sullivan wird von seiner Freundin Nicole verlassen. Aufgrund seiner Fixierung auf Nicole hat Matt bei den folgenden One-Night-Stands das Gefühl, in ein schwarzes Loch zu fallen. Nach Gesprächen mit seinem Bruder John, einem angehenden katholischen Priester, und dessen älterem Kollegen beschließt er, während der beginnenden Fastenzeit 40 Tage lang auf jegliche sexuellen Aktivitäten zu verzichten.
Nach einer Indiskretion seines Mitbewohners Ryan kommt es in Matts Freundeskreis zu Wetten, ob er 40 Tage durchhält. Einige Kolleginnen versuchen den leidgeprüften Matt zu verführen und bieten sich auch zu zweit für eine Nacht an. Inzwischen lernt Matt in einem Waschsalon Erica Sutton kennen, die ihn fasziniert. Nach einigen Verabredungen erfährt Erica von seinem Gelübde; nach anfänglichem Schock verlangt sie von ihm, bis zum Ende durchzuhalten, bevor eine Beziehung in Frage kommen könnte. Matt erlebt zahlreiche Zweifel.
Als Nicole von ihrem neuen Verlobten verlassen wird, will sie Matt zurückerobern, was dieser aber zurückweist. Am vierzigsten Tag der Frist hat Matt Visionen von nackten Frauen. Er ertappt seinen Bruder, wie dieser eine Nonne küsst und lässt sich von Ryan ans Bett fesseln, damit er sich nicht selbst befriedigen kann. Dies nutzt Nicole nach einem Wetteinsatz aus, um den wehrlosen, in erotischen Träumen gefangenen Schlafenden zu vergewaltigen. Beim Hinausgehen trifft sie im Treppenhaus Erica. Die betritt die Wohnung, interpretiert die Situation falsch und stürmt davon.
Nach einigen Tagen trifft Matt Erica im Waschsalon, kann die Situation aufklären und sie wieder für sich gewinnen. Schließlich verbarrikadieren sich die beiden stundenlang in seinem Zimmer. Als seine Freunde im Wohnzimmer Wetten abschließen, wie lange er durchhalten wird, schmeißt er sie raus.

## Produktion
Die Produktionskosten betrugen ca. 17 Millionen US-Dollar. Der Film wurde zusammen von Miramax Films, Universal Pictures und Studiocanal veröffentlicht.

## Kritiken
Das Lexikon des internationalen Films beschreibt den Film als „[h]armlose Komödie, der es an zündenden Gags und talentierten Darstellern mangelt, sodass sich die geballte Belanglosigkeit des Geschehens allzu bald unangenehm bemerkbar macht“. Laut Cinema können es die Witze von 40 Tage und 40 Nächte „bequem mit den derbsten Peniskalauern aus Pubertätspossen wie American Pie und Road Trip aufnehmen“. Wenn „die spritzige Schenkelklopfparade auch platt“ sei, „ganz planlos“ sei sie nicht. Die Teenie-Komödie sei „geschickt konstruier[t]“ und „zudem mit Josh Hartnett clever besetzt“.
Prisma schrieb: „Dieser alberne Beziehungsklamauk versucht verzweifelt auf der Welle des Genres mitzuschwimmen, verzettelt sich aber in Ungereimtheiten und übertriebenen Idiotien wie etwa dem peinlichen Dauerständer (rein biologisch völliger Blödsinn). Damit die Altersfreigabe zwecks Teenie-Publikum auch garantiert bleibt, ergeht sich der Quark nur in albernen Andeutungen. Da kann auch der smarte Josh Hartnett nichts retten.“
Der Film wurde von katholischen Organisationen wie der 1973 gegründeten Catholic League dafür kritisiert, dass er ein falsches Bild der Römisch-Katholischen Kirche zeigen würde.

## Auszeichnungen
Der Film gewann den Box Office Germany Award. Josh Hartnett und Shannyn Sossamon wurden für den Teen Choice Award nominiert.